# Anna Åström
Anna Åström (født 5. november 1990) er en svensk skuespillerinde. Hun har for eksempel medvirket i tv-serier som Irene Huss, Ægte mennesker, Vikings og Greyzone.
Åström har udover tv-produktioner optrådt i teaterstykker på Stockholms stadsteater og Dramaten.

## Udvalgt filmografi
- Irene Huss (tv-serie, 2011)
- Ægte mennesker (tv-serie, 2012)
- Kontoret (tv-serie, 2012)
- Prime Time (2012)
- Ego (2013)
- Vikings (tv-serie, 2014)
- Home Is Here (2016)
- Forbandet (tv-serie, 2016-2018)
- Greyzone (tv-serie, 2018)
- Søstre (tv-serie, 2018)
- How You Look at Me (2019)